# Mars Pucay
Mars Pucay (26 februari 1988) is een golfprofessional uit de Filipijnen.

## Carrière
Pucay speelt in Azië, maar heeft inmiddels ook 18 toernooien van de Europese PGA Tour gespeeld. Zijn beste resultaat was een 31ste plaats in het Singapore Open in 2010.
In 2008 en 2009 speelde Pucay met Angelo Que in de World Cup.

### Teams
- World Cup: 2008, 2009